# Henri Bonnefoy
Henri Bonnefoy (n. 17 octombrie 1887, Le Tremblois⁠(d), Franche-Comté⁠(d), Franța – d. 9 august 1914, Cernay, Alsacia-Lorena, Franța) a fost un trăgător de tir ce a reprezentat Franța, medaliat olimpic. A participat la o ediție a Jocurilor Olimpice (1908) în care a câștigat o medalie de bronz.